# Into the Labyrinth (Dead Can Dance)
Into the Labyrinth è il sesto album in studio del gruppo musicale australiano Dead Can Dance, pubblicato nel 1993.

## Descrizione
Il disco segna un'importante svolta nel suono del duo musicale, che si affaccia con questo lavoro alla musica etnica e alla world music con maggiore propensione rispetto ai dischi precedenti. Inoltre è il primo disco distribuito da una major, in quanto oltre alla 4AD, il disco è stato distribuito dalla Warner Bros. Records. Il titolo è un riferimento al celebre mito greco di Teseo, che affrontò il Minotauro in un labirinto. Molti personaggi di questo mito sono citati nelle canzoni, ma il disco non è un concept album.
Le tracce sono cantate in lingua inglese e in glossolalia. Due brani (3 e 10) sono interpretati a cappella.

## Tracce
1. Yulunga (Spirit Dance) – 6:56
2. The Ubiquitous Mr Lovegrove – 6:17
3. The Wind That Shakes the Barley – 2:49
4. The Carnival Is Over – 5:28
5. Ariadne – 1:54
6. Saldek – 1:07
7. Towards the Within – 7:06
8. Tell Me About the Forest (You Once Called Home) – 5:42
9. The Spider's Stratagem – 6:42
10. Emmeleia – 2:04
11. How Fortunate the Man With None – 9:15

## Formazione
- Lisa Gerrard - voce, strumentazione
- Brendan Perry - voce, strumentazione